# Celestino Ávalos
Celestino Ávalos (Callao, Perú; 5 de noviembre de 1953) fue un futbolista peruano desempeño como delantero derecho en varios clubes peruanos. Fue desequilibrante neto y veloz.

## Trayectoria
Se inició en el fútbol en el Sport Boys Association.
Después fue llevado como refuerzo por Walter Milera exentrenador del Sport Boys Association junto a Walter Daga y el arquero Walter Seminario al Club Alfonso Ugarte de Puno, donde fue subcampeón nacional en el Campeonato Descentralizado 1976 y clasificando a la Copa Libertadores 1976.
Tuvo también un paso por el Club Atlético Torino y Club Atlético Chalaco.

## Clubes
| Club              | País        | Año       |
| ----------------- | ----------- | --------- |
| Sport Boys        | Perú        | 1971-1974 |
| Alfonso Ugarte    | Perú        | 1975-1976 |
| Coronel Bolognesi | Perú        | 1977      |
| Atlético Torino   | Perú        | 1978      |
| Deportivo FAS     | El Salvador | 1979      |
| Atlético Chalaco  | Perú        | 1980      |
| Juan Aurich       | Perú        | 1981      |
| ADT de Tarma      | Perú        | 1982      |
| León de Huánuco   | Perú        | 1983      |